# Vorderhornbach
Vorderhornbach település Ausztria tartományának, Tirolnak a Reutte járásában található. Területe 17,28 km², lakosainak száma 248 fő, népsűrűsége pedig 14 fő/km² (2014. január 1-jén). A település 974 méteres tengerszint feletti magasságban helyezkedik el.

## Fordítás
- Ez a szócikk részben vagy egészben  a   Vorderhornbach című angol Wikipédia-szócikk ezen változatának fordításán alapul.  Az eredeti cikk szerkesztőit annak laptörténete sorolja fel. Ez a jelzés csupán a megfogalmazás eredetét és a szerzői jogokat jelzi, nem szolgál a cikkben szereplő információk forrásmegjelöléseként.